# 松波恵子
松波 恵子（まつなみ けいこ、1947年5月12日 - ）は、日本のチェリスト。水戸室内管弦楽団メンバー。

## 経歴
東京都出身。9歳より佐藤良雄に師事。桐朋学園高等学校音楽科で、齋藤秀雄に師事した後、桐朋学園大学に進学したが中退し、パリに留学し、アンドレ・ナヴァラに師事した。帰国後、1975年から1992年まで新日本フィルハーモニー交響楽団の首席チェロ奏者を務めた。サイトウ・キネン・オーケストラ創設時より2006年までメンバーとして参加。現在、桐朋学園大学、東京音楽大学、愛知県立芸術大学で講師を務める。 
自身が育てたチェリストたちによるコンサートが開かれている。

## 受賞
- 1965年 第34回日本音楽コンクール第2位[4]
- 1972年 パリ国際チェロコンクール 特別賞
- 1973年ガスパール・カサド国際チェロコンクール 第3位